# 刘一峰 (数学家)
刘一峰（1985年7月19日—）是一位中国数学家。

## 生平
1985年出生于上海，2007年获得北京大学学士学位，2012年获得哥伦比亚大学博士学位，师从美籍华人数学家张寿武。2012年担任麻省理工学院讲师，2015年担任西北大学助教授，2018年担任耶鲁大学副教授。2021年6月加入浙江大学数学高等研究院。

## 荣誉
- 2017年获得斯隆奖。[1]

- 2018年获得SASTRA拉马努金奖。[3][2]